# Beatriu del Regne Unit (princesa de Battenberg)

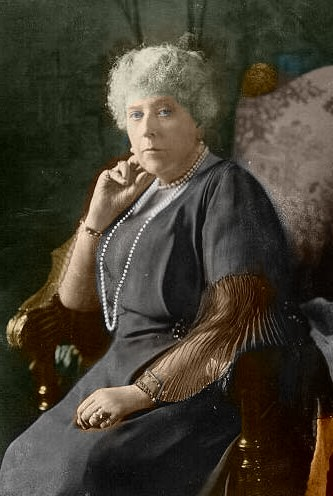
La princesa Beatriu de Battenberg.

Beatriu del Regne Unit (Londres 1857 - 1944), princesa de Battenberg, fou l'última supervivent dels fills de la reina Victòria I del Regne Unit i del seu espòs el príncep Albert de Saxònia-Coburg Gotha. Beatriu passà a la història per haver portat a terme la publicació de les memòries i la correspondència de la seva mare un cop aquesta va morir.
Nascuda al Palau de Buckingham el 14 d'abril de 1857 essent filla de la reina Victòria I del Regne Unit i del príncep consort Albert de Saxònia-Coburg Gotha. Per naixement obtingué el títol de princesa del Regne Unit amb grau d'Altesa Reial.
El seu pare morí quan ella tenia quatre anys i passà a viure en un ambient marcat pel caràcter de reclusió que la seva mare adoptà un cop perdé el seu espòs. De jove visqué un amor amb el príncep imperial Napoleó Eugeni Bonaparte que s'acabà quan aquest morí l'any 1879 durant la guerra entre anglesos i zulús.
L'any 1885 es compromet i es casa amb el príncep Enric de Battenberg amb la condició imposada per la seva mare que estableixin la residència al Regne Unit i que no s'allunyin d'ella. Enric fou elevat a la dignitat d'Altesa Reial. La història de la família dels Battenberg s'inicià amb el matrimoni del príncep Alexandre de Hessen-Darmstadt amb la comtessa polonesa Júlia von Rauke, la parella eren pares del jove príncep Enric i del príncep Lluís de Battenberg. El matrimoni desigual o morganàtic feu que el gran duc de Hessen-Darmstadt els nomenés prínceps de Battenberg amb el grau d'altesa sereníssima. La poca fortuna, el seu origen i la seva condició de prínceps secundaris d'una casa gran ducal ja secundària feren d'ells un mal partit.
El matrimoni s'establí a l'illa de Wight, on el príncep fou nomenat governador. La parella tingué quatre fills:

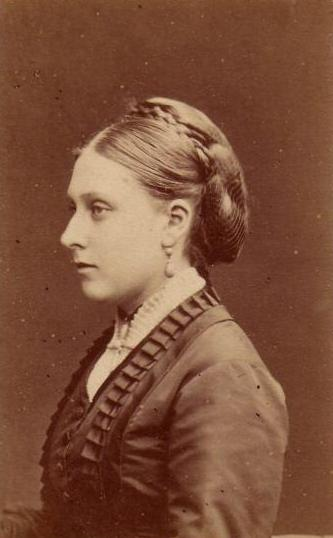
Beatriu del Regne Unit (princesa de Battenberg) el 1873

- Sa Altesa Sereníssima el príncep Alexandre de Battenberg, nat a l'Illa de Wight l'any 1886 i mort a Londres el 1961. Es casà amb lady Irene Denison.
- Sa Altesa Reial la princesa Victòria Eugènia de Battenberg, nascuda a Balmoral Escòcia el 1887 i morta a Lausana el 1969. Es casà l'any 1905 amb el rei Alfons XIII d'Espanya.
- SAS el príncep Leopold de Battenberg nat a l'illa de Wight el 1889 i mort en un accident automobilístic a França l'any 1922.
- SAS el príncep Maurici de Battenberg nat a l'illa de Wight el 1891 i mort en acció durant la Primera Guerra Mundial el 1914.

La princesa enviudà l'any 1896 quan el seu espòs morí al contraure malària a l'Àfrica mentre lluitava amb l'exèrcit anglès. A la mort del seu espòs romangué al costat de la seva mare i, a la mort d'aquesta, fou relegada pel seu germà en una casa de camp dins la propietat d'Osborne a l'illa de Wight. L'any 1914 es traslladà a viure al Castell de Cabisbrooke i mantingué un apartament al Palau de Kensington.
Abans de morir la seva mare, la reina Victòria I del Regne Unit, li encomanà la publicació dels seus diaris personals que escriví des de la seva joventut. A tota aquesta feina ella s'encarregà d'esborrar i transcriure tots els diaris per evitar sofriments als seus parents i descendents. La feina li comportà trenta anys de la seva vida i el resultat foren 111 volums editats per la Biblioteca Reial.
L'any 1917 ella perdé el títol de princesa de Battenberg i a canvi assumí el de princesa del Regne Unit. El seu fill gran fou nomenat marquès de Cabisbrooke i al seu fill petit li atrogaren el títol de cortesia de lord. La família canvià el cognom pel de Mounbatten.
Morí a la casa de Balcome a Surrey en temps de guerra. El seu enterrament tingué lloc al Castell de Windsor i fou l'última supervivent dels fills de la reina Victòria.